# Sammy Fuentes
Sammy Fuentes (ur. 18 lutego 1964) – portorykański bokser, były mistrz świata WBO w wadze junior półśredniej. 
20 lutego 1995 roku zdobył tytuł, nokautując w 2 rundzie Fidela Avendano. Tytuł stracił 9 marca 1996, kiedy pokonał go Włoch Giovanni Parisi.